# Kot w butach (film 1969)

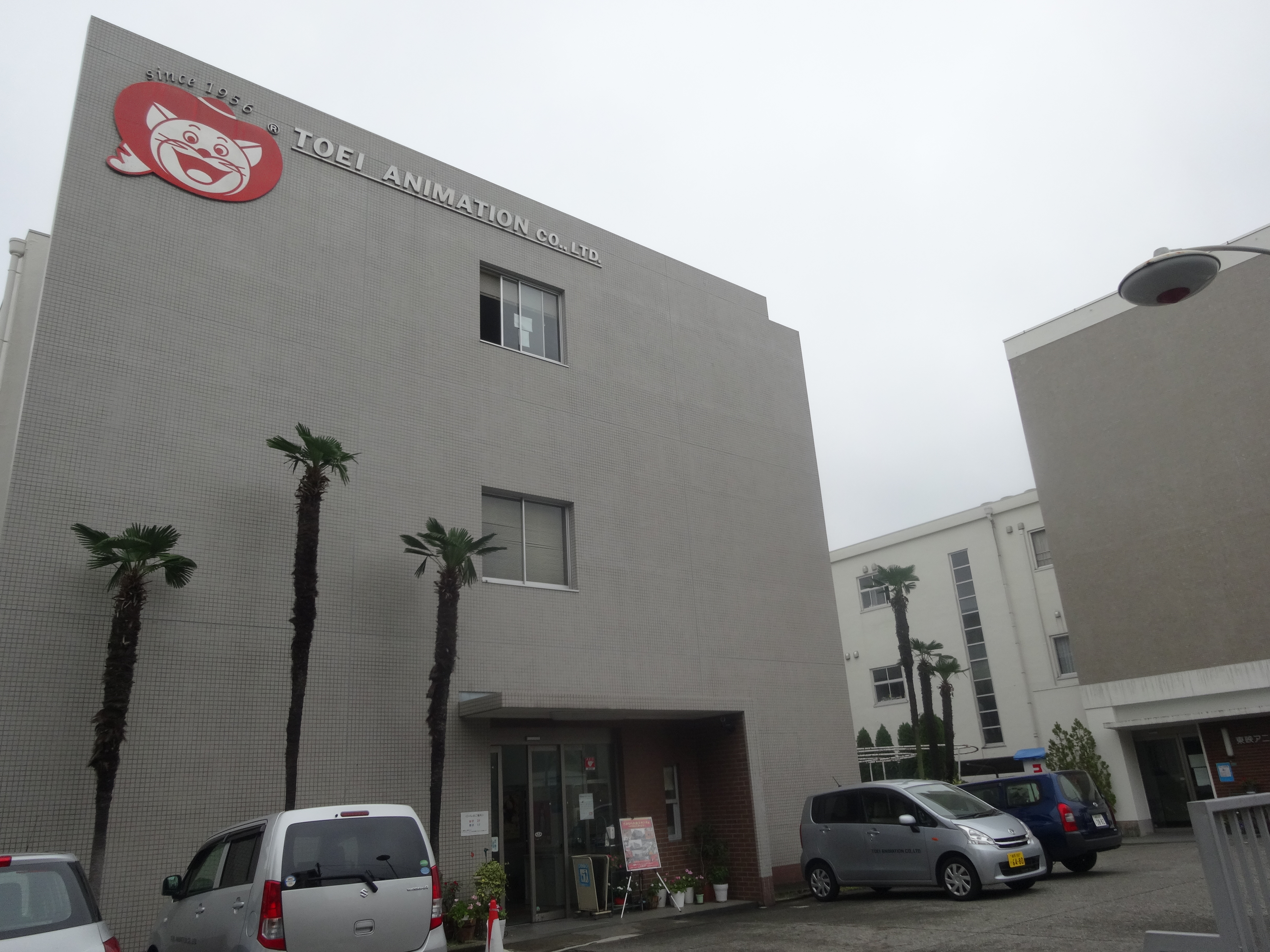
Budynek wytwórni Toei Animation.

Kot w butach (tytuł oryg. 長靴をはいた猫, Nagagutsu-o haita neko) – japoński film anime z 1969 roku w reżyserii Kimio Yabuki. Film jest adaptacją baśni Charles'a Perraulta.
Premiera kinowa w Polsce odbyła się w sierpniu 1972 roku. Premiera filmu odbyła się 12 lipca 2009 roku w telewizji Polsat w nowej wersji dubbingowej.

## Fabuła
Kot Piórko, zostaje uznany przez swoją kocią wioskę za zdrajcę po uratowaniu myszy, co jest sprzeczne z naturą kotów. 
Po ucieczce Piórka, który uniknął kary Król Kotów wysyła trzech nieudolnych zabójców, aby znaleźli i schwytali Piórka, w przeciwnym razie grozi im egzekucja. 
Piórko rozpoczyna swoją podróż (przez całą przygodę unikając swoich niedoszłych oprawców), wkrótce spotyka młodego Piotrusia, biednego, zaniedbanego syna młynarza, który zostaje wyrzucony ze swojego domu przez jego pazernych na spadek po młynarzu braci Tadka i Romka. 
Oboje szybko stają się dobrymi przyjaciółmi i wyruszają razem na wieś. W końcu docierają do tętniącego życiem królestwa, gdzie rozpoczęła się ceremonia wyboru odpowiedniego księcia, który poślubi samotną i niewinną księżniczkę Różę. 
Piórko widzi potencjał Piotrusia jako idealnego kandydata na męża i spieszy do zamku, aby rozpocząć swój plan. 
Na królestwo spada wielkie nieszczęście, gdy pojawia się władca piekieł Lucyfer który pokazuje swoje niesamowite magiczne zdolności, obiecując potęgę i bogactwo, jeśli Róża zostanie jego żoną. 
Pomimo podekscytowanej chęci króla, Róża surowo odrzuca ofertę Lucyfera, co rozwściecza go rozczarowaniem. Grozi królowi przerażającą demonstracją ciemności, która spadnie na jego kraj, jeśli Róża nie zostanie jego żoną w ciągu trzech dni. 
Oszołomiony Piórko będąc świadkiem tego szokującego wydarzenia, przekonuje się, że proste używanie perswazji stanie się czymś więcej, niż się spodziewał.

## Obsada głosowa
- Susumu Ishikawa jako Pero
- Toshiko Fujita jako Pierre (Piotruś)
- Rumi Sakakibara jako Księżniczka Róża
- Ado Mizumori jako Kot
- Yōko Mizugaki jako Myszka
- Kazuo Kumakura jako Tata Mysz
- Kenji Utsumi jako Daniel
- Shun Yashiro jako Raymond
- Kinya Aikawa jako Król Kotów
- Asao Koike jako Lucyfer
- Kiiton Masuda jako król

## Wersja polska

### Wersja z 1972 roku
Realizacja wersji polskiej: Studio Opracowań Dźwiękowych w Łodzi

Reżyseria: Maria Piotrowska

Wystąpili:
- Ryszard Dembiński - kot Pero
- Magdalena Sołtysiak - królewna Róża
- Barbara Marszałek - Piotruś
- Ireneusz Kaskiewicz - Lucyfer
- Antoni Żukowski - Król
- Elwira Gryglas - Straszny Zbój
- Michał Szewczyk - Zbój
- Alicja Krawczykówna - Zbójek
- Stanisław Marian Kamiński - Mysz
- Halina Pawłowicz - mała myszka

### Wersja z 2009 roku
Reżyseria i udźwiękowienie: Krzysztof Nawrot

Dialogi: Anna Niedźwiecka

Wersja polska: GMC Studio
Postaciom głosów użyczyli:
- Jarosław Boberek - 
  - kot Piórko,
  - zapowiadacz kandydatów na męża królewny
- Julita Kożuszek-Borsuk - 
  - Królewna Róża,
  - Jedna z myszek
- Marek Włodarczyk - 
  - Piotruś (dialogi),
  - Najmłodszy z trzech kocich oprychów
- Andrzej Chudy - 
  - Piotruś (śpiew),
  - Tadek
- Leszek Filipowicz - Czarownik
- Mikołaj Klimek - 
  - Jeden z trzech kocich oprychów,
  - Tata myszy,
  - Romek
- Mirosław Wieprzewski - Jeden z trzech kocich oprychów
- Sylwester Maciejewski - Jeden z wieśniaków
- Iwona Rulewicz - Jedna z myszek